# Сухадоле (Коменда)
Сухадоле (словен. Suhadole) — поселення в общині Коменда, Осреднєсловенський регіон, Словенія. Висота над рівнем моря: 327,1 м.